# Dharma & Greg/Episodenliste
Diese Episodenliste enthält alle Episoden der US-amerikanischen Comedyserie Dharma & Greg, sortiert nach der US-amerikanischen Erstausstrahlung. Die Fernsehserie umfasst fünf Staffeln mit 119 Episoden.

## Übersicht
| Staffel | Episodenanzahl | Erstausstrahlung USA | Erstausstrahlung USA | Deutschsprachige Erstausstrahlung | Deutschsprachige Erstausstrahlung |
| Staffel | Episodenanzahl | Staffelpremiere      | Staffelfinale        | Staffelpremiere                   | Staffelfinale                     |
| ------- | -------------- | -------------------- | -------------------- | --------------------------------- | --------------------------------- |
| 1       | 23             | 24. September 1997   | 20. Mai 1998         | 18. Januar 1999                   | 18. Dezember 1999                 |
| 2       | 24             | 23. September 1998   | 26. Mai 1999         | 10. Juni 2000                     | 27. November 2000                 |
| 3       | 24             | 21. September 1999   | 16. Mai 2000         | 2. Dezember 2000                  | 12. Mai 2001                      |
| 4       | 24             | 10. Oktober 2000     | 22. Mai 2001         | 7. Juli 2001                      | 29. Dezember 2001                 |
| 5       | 24             | 25. September 2001   | 30. April 2002       | 30. November 2002                 | 10. Mai 2003                      |

## Staffel 1
Die Erstausstrahlung der ersten Staffel war vom 24. September 1997 bis zum 20. Mai 1998 auf dem US-amerikanischen Fernsehsender ABC zu sehen. Die deutschsprachige Erstausstrahlung sendete der deutsche Sender ProSieben vom 18. Januar 1999 bis zum 18. Dezember 1999.
| Nr. (ges.) | Nr. (St.) | Deutscher Titel              | Originaltitel                                                  | Erstausstrahlung USA | Deutschsprachige Erstausstrahlung (D) | Regie                    | Drehbuch                                |
| ---------- | --------- | ---------------------------- | -------------------------------------------------------------- | -------------------- | ------------------------------------- | ------------------------ | --------------------------------------- |
| 1          | 1         | Liebe auf den ersten Blick   | Pilot                                                          | 24. Sep. 1997        | 18. Jan. 1999                         | James Burrows            | Chuck Lorre, Dottie Dartland            |
| 2          | 2         | Zwei Welten begegnen sich    | And the In-Laws Meet                                           | 1. Sep. 1997         | 25. Jan. 1999                         | Will Mackenzie           | Chuck Lorre, Dottie Dartland            |
| 3          | 3         | Psychologische Kriegsführung | Shower the People You Love With Love                           | 8. Okt. 1997         | 1. Feb. 1999                          | Will Mackenzie           | Bill Prady                              |
| 4          | 4         | Ein unvergesslicher Tag      | And Then There’s the Wedding                                   | 15. Okt. 1997        | 8. Feb. 1999                          | Will Mackenzie           | Regina Stewart                          |
| 5          | 5         | Akte Ex                      | The Ex-Files                                                   | 22. Okt. 1997        | 15. Feb. 1999                         | Tom Moore                | Eric Zicklin                            |
| 6          | 6         | Yoga für Anfänger            | Yoga and Boo, Boo                                              | 29. Okt. 1997        | 8. März 1999                          | Gail Mancuso             | Regina Stewart, Eric Zicklin            |
| 7          | 7         | Cowboy und Indianer          | Indian Summer                                                  | 5. Nov. 1997         | 1. März 1999                          | Philip Charles MacKenzie | Dottie Dartland                         |
| 8          | 8         | Washington ruft              | Mr. Montgomery Goes to Washington                              | 12. Nov. 1997        | 22. Feb. 1999                         | Philip Charles MacKenzie | Chuck Lorre                             |
| 9          | 9         | Larry auf der Flucht         | He Ain’t Heavy, He’s My Father                                 | 19. Nov. 1997        | 3. Mai 1999                           | Gail Mancuso             | Bill Prady, Sid Youngers                |
| 10         | 10        | Rettet den Truthahn          | The First Thanksgiving                                         | 26. Nov. 1997        | 15. März 1999                         | Gail Mancuso             | Chuck Lorre, Dottie Dartland            |
| 11         | 11        | Dharma schlägt zurück        | Instant Dharma                                                 | 10. Dez. 1997        | 10. Mai 1999                          | Gail Mancuso             | Chuck Lorre                             |
| 12         | 12        | Hausarrest                   | Haus Arrest                                                    | 17. Dez. 1997        | 29. März 1999                         | Gail Mancuso             | Dottie Dartland, Regina Stewart         |
| 13         | 13        | Greg, König der Hamburger    | Do You Want Fries With That?                                   | 7. Jan. 1998         | 12. Apr. 1999                         | Ellen Gittelsohn         | Chuck Lorre, Charles Harper Yates       |
| 14         | 14        | Der große Gelbe              | Old Yeller                                                     | 21. Jan. 1998        | 19. Apr. 1999                         | Gail Mancuso             | Don Foster                              |
| 15         | 15        | Alle lieben Leonardo         | The Second Coming of Leonard                                   | 4. Feb. 1998         | 26. Apr. 1999                         | Gail Mancuso             | Dottie Dartland, Eric Zicklin           |
| 16         | 16        | Romantik mit Hindernissen    | Dharma and Greg’s First Romantic Valentine’s Day Weekend       | 11. Feb. 1998        | 23. März 1999                         | Gil Junger               | Bill Prady, Regina Stewart              |
| 17         | 17        | Der Vierer-Bob               | The Official Dharma & Greg Episode of the 1998 Winter Olympics | 25. Feb. 1998        | 17. Mai 1999                          | James Burrows            | Dottie Dartland                         |
| 18         | 18        | Chaos unter einem Dach       | Daughter of the Bride of Finkelstein                           | 4. März 1998         | 31. Mai 1999                          | Gail Mancuso             | Chuck Lorre, Fred Greenlee              |
| 19         | 19        | Das große Geheimnis          | Dharma’s Tangled Web                                           | 11. März 1998        | 7. Juni 1999                          | Ken Levine               | Bill Prady, Regina Stewart              |
| 20         | 20        | Katergefühle                 | The Cat’s Out of the Bag                                       | 1. Apr. 1998         | 14. Juni 1999                         | Gail Mancuso             | Dottie Dartland, Fred Greenlee          |
| 21         | 21        | Die Göttin des Frühlings     | Spring Forward, Fall Down                                      | 28. Apr. 1998        | 21. Juni 1999                         | Gail Mancuso             | Chuck Lorre, Bill Prady                 |
| 22         | 22        | Der beste Quicky für Dicky   | Much Ado During Nothing                                        | 13. Mai 1998         | 28. Juni 1999                         | Ken Levine               | Eric Zicklin, Chuck Lorre               |
| 23         | 23        | Gefühlspoker                 | Invasion of the Buddy Snatcher                                 | 20. Mai 1998         | 18. Dez. 1999                         | Gail Mancuso             | Susannah Hardaway, Charles Harper Yates |

## Staffel 2
Die Erstausstrahlung der zweiten Staffel war vom 23. September 1998 bis zum 26. Mai 1999 auf dem US-amerikanischen Fernsehsender ABC zu sehen. Die deutschsprachige Erstausstrahlung sendete der deutsche Sender ProSieben vom 10. Juni 2000 bis zum 27. November 2000.
| Nr. (ges.) | Nr. (St.) | Deutscher Titel              | Originaltitel                                              | Erstausstrahlung USA | Deutschsprachige Erstausstrahlung (D) | Regie            | Drehbuch                        |
| ---------- | --------- | ---------------------------- | ---------------------------------------------------------- | -------------------- | ------------------------------------- | ---------------- | ------------------------------- |
| 24         | 1         | Das Supermarkt-Baby – Teil 1 | Ringing Up Baby                                            | 23. Sep. 1998        | 10. Juni 2000                         | Gail Mancuso     | Dottie Dartland, Chuck Lorre    |
| 25         | 2         | Das Supermarkt-Baby – Teil 2 | It Takes a Village                                         | 30. Sep. 1998        | 17. Juni 2000                         | Gail Mancuso     | Bill Prady, Regina Stewart      |
| 26         | 3         | Gebt dem Kind einen Namen    | Turn Turn Turn                                             | 7. Okt. 1998         | 24. Juni 2000                         | Gail Mancuso     | Dottie Dartland, Chuck Lorre    |
| 27         | 4         | Flatterhafte Spießer         | The Paper Hat Anniversary                                  | 14. Okt. 1998        | 1. Juli 2000                          | Amanda Bearse    | Chuck Lorre                     |
| 28         | 5         | Rettet die Enten             | Unarmed and Dangerous                                      | 21. Okt. 1998        | 8. Juli 2000                          | Gail Mancuso     | Charles Harper Yates            |
| 29         | 6         | Das Tor zur Hölle            | A Closet Full of Hell                                      | 28. Okt. 1998        | 15. Juli 2000                         | Gil Junger       | Chuck Lorre                     |
| 30         | 7         | Verhängnisvolle Prahlerei    | Valet Girl                                                 | 4. Nov. 1998         | 22. Juli 2000                         | Gail Mancuso     | Chuck Lorre                     |
| 31         | 8         | Montgomery gegen Finkelstein | Like, Dharma’s Totally Got a Date                          | 11. Nov. 1998        | 29. Juli 2000                         | J.D. Lobue       | Dottie Dartland                 |
| 32         | 9         | Die Visionen der Dharma M.   | Brought to You in DharmaVision                             | 18. Nov. 1998        | 5. Aug. 2000                          | Chuck Lorre      | Chuck Lorre                     |
| 33         | 10        | Wir verkaufen nichts!        | Yes, We Have No Bananas (or Anything Else for That Matter) | 25. Nov. 1998        | 12. Aug. 2000                         | Ellen Gittelsohn | Regina Stewart                  |
| 34         | 11        | Dharmas Rache                | The House That Dharma Built                                | 9. Dez. 1998         | 19. Aug. 2000                         | Gail Mancuso     | Chuck Lorre, Bill Prady         |
| 35         | 12        | Der Superfan                 | Are You Ready for Some Football?                           | 16. Dez. 1998        | 26. Aug. 2000                         | Gail Mancuso     | Bill Prady                      |
| 36         | 13        | Eine himmlische Geige        | Death and Violins                                          | 6. Jan. 1999         | 2. Sep. 2000                          | Dottie Dartland  | Dottie Dartland, Chuck Lorre    |
| 37         | 14        | Alles für die Karriere       | Dharma and Greg on a Hot Tin Roof                          | 20. Jan. 1999        | 9. Sep. 2000                          | Gail Mancuso     | Dottie Dartland, Regina Stewart |
| 38         | 15        | Pferdeliebe                  | Dharma and the Horse She Rode In On                        | 3. Feb. 1999         | 16. Sep. 2000                         | Robert Berlinger | Regina Stewart                  |
| 39         | 16        | Wählt Dharma                 | See Dharma Run                                             | 10. Feb. 1999        | 23. Sep. 2000                         | Robert Berlinger | Chuck Lorre                     |
| 40         | 17        | Dharma geht in die Politik   | Run, Dharma, Run                                           | 17. Feb. 1999        | 30. Sep. 2000                         | Gail Mancuso     | Dottie Dartland                 |
| 41         | 18        | Endspurt                     | See Dharma Run Amok                                        | 24. Feb. 1999        | 7. Okt. 2000                          | Will Mackenzie   | Dottie Dartland, Chuck Lorre    |
| 42         | 19        | Stein für Stein              | Everybody Must Get Stones                                  | 3. März 1999         | 14. Okt. 2000                         | Will Mackenzie   | Bill Prady, Sid Youngers        |
| 43         | 20        | Verspekuliert                | Dharma Drags Edward Out of Retirement                      | 31. März 1999        | 21. Okt. 2000                         | Gail Mancuso     | Chuck Lorre, Bill Prady         |
| 44         | 21        | Die Dessert-Schlacht         | It Never Happened One Night                                | 5. Mai 1999          | 4. Nov. 2000                          | Gail Mancuso     | Dottie Dartland, Chuck Lorre    |
| 45         | 22        | Das Loch in der Wand         | Bed, Bath and Beyond                                       | 12. Mai 1999         | 11. Nov. 2000                         | Gail Mancuso     | Julie Ann Larson, Eric Zicklin  |
| 46         | 23        | Der Albtraum                 | A Girl Can Dream, Can’t She?                               | 19. Mai 1999         | 18. Nov. 2000                         | Amanda Bearse    | Dottie Dartland                 |
| 47         | 24        | Das erste Rendezvous         | The Dating Game                                            | 26. Mai 1999         | 27. Nov. 2000                         | Gail Mancuso     | Chuck Lorre, Bill Prady         |

## Staffel 3
Die Erstausstrahlung der dritten Staffel war vom 21. September 1999 bis zum 16. Mai 2000 auf dem US-amerikanischen Fernsehsender ABC zu sehen. Die deutschsprachige Erstausstrahlung sendete der deutsche Sender ProSieben vom 2. Dezember 2000 bis zum 12. Mai 2001.
| Nr. (ges.) | Nr. (St.) | Deutscher Titel                   | Originaltitel                   | Erstausstrahlung USA | Deutschsprachige Erstausstrahlung (D) | Regie            | Drehbuch                         |
| ---------- | --------- | --------------------------------- | ------------------------------- | -------------------- | ------------------------------------- | ---------------- | -------------------------------- |
| 48         | 1         | Der Sinn des Lebens               | One Flew Over the Lawyer’s Desk | 21. Sep. 1999        | 2. Dez. 2000                          | Amanda Bearse    | Chuck Lorre                      |
| 49         | 2         | Unheimliche Begegnungen           | Welcome to Hotel Calamari       | 28. Sep. 1999        | 9. Dez. 2000                          | Amanda Bearse    | Chuck Lorre, Bill Prady          |
| 50         | 3         | Dharmas Inferno                   | Dharma’s Inferno                | 5. Okt. 1999         | 16. Dez. 2000                         | Amanda Bearse    | Michelle Nader, Jonathan Schmock |
| 51         | 4         | Streitgespräche                   | Play Lady Play                  | 12. Okt. 1999        | 23. Dez. 2000                         | Robert Berlinger | Chuck Lorre                      |
| 52         | 5         | Spieglein, Spieglein an der Wand… | I Did It for You, Kitty         | 19. Okt. 1999        | 30. Dez. 2000                         | Robert Berlinger | Julie Ann Larson, Chuck Lorre    |
| 53         | 6         | Geisterbeschwörung                | The Very Grateful Dead          | 26. Okt. 1999        | 6. Jan. 2001                          | Amanda Bearse    | Bill Prady, Regina Stewart       |
| 54         | 7         | Gregs Berufung                    | Fairway to Heaven               | 2. Nov. 1999         | 13. Jan. 2001                         | Ken Levine       | Bill Prady, Regina Stewart       |
| 55         | 8         | Eine eigenwillige Hochzeit        | Tie-Dying the Knot              | 9. Nov. 1999         | 20. Jan. 2001                         | Chuck Lorre      | Michelle Nader, Jonathan Schmock |
| 56         | 9         | Gregs erster Fall                 | Law and Disorder                | 16. Nov. 1999        | 27. Jan. 2001                         | Amanda Bearse    | Regina Stewart                   |
| 57         | 10        | Familienfeiern                    | Thanksgiving Until It Hurts     | 23. Nov. 1999        | 3. Feb. 2001                          | Amanda Bearse    | Bill Prady                       |
| 58         | 11        | Werbestar Dharma                  | Lawyers, Beer and Money         | 30. Nov. 1999        | 10. Feb. 2001                         | Asaad Kelada     | Jenna Bruce, Rachel Sweet        |
| 59         | 12        | Freunde gesucht                   | Looking for the Goodbars        | 14. Dez. 1999        | 17. Feb. 2001                         | J.D. Lobue       | Regina Stewart                   |
| 60         | 13        | Zum Umfallen schön                | Drop Dead Gorgeous              | 11. Jan. 2000        | 24. Feb. 2001                         | Amanda Bearse    | Chuck Lorre                      |
| 61         | 14        | Larry und die Polizei             | Good Cop, Bad Daughter          | 25. Jan. 2000        | 3. März 2001                          | Randy Cordray    | Chuck Lorre                      |
| 62         | 15        | Immer Ärger mit den Rockstars     | The Trouble with Troubador      | 8. Feb. 2000         | 17. März 2001                         | Asaad Kelada     | Chuck Lorre                      |
| 63         | 16        | Eine Leiche im Garten             | Weekend at Larry’s              | 15. Feb. 2000        | 10. März 2001                         | J.D. Lobue       | Julie Ann Larson                 |
| 64         | 17        | Tennisschläger und Lügen          | The Spy Who Said He Loved Me    | 22. Feb. 2000        | 24. März 2001                         | Amanda Bearse    | Sid Youngers, Rachel Sweet       |
| 65         | 18        | Das erste Mal                     | A Night to Remember             | 29. Feb. 2000        | 31. März 2001                         | Asaad Kelada     | Rachel Sweet                     |
| 66         | 19        | Sex nach Stundenplan              | The Best Laid Plans             | 14. März 2000        | 7. Apr. 2001                          | Will Mackenzie   | Chuck Lorre, Bill Prady          |
| 67         | 20        | Mit voller Absicht                | Talkin’ ’Bout My Regeneration   | 28. März 2000        | 14. Apr. 2001                         | Will Mackenzie   | Don Foster, Sid Youngers         |
| 68         | 21        | Der verlorene Sohn                | Big Daddy                       | 11. Apr. 2000        | 21. Apr. 2001                         | Asaad Kelada     | Don Foster, Eddie Gorodetsky     |
| 69         | 22        | Eine Frage des Geschmacks         | Your Place or Mine              | 2. Mai 2000          | 28. Apr. 2001                         | J.D. Lobue       | Bill Prady                       |
| 70         | 23        | Der Kampf um die Präsidentschaft  | Hell to the Chief               | 9. Mai 2000          | 5. Mai 2001                           | Steven V. Silver | Regina Stewart, Rachel Sweet     |
| 71         | 24        | Das fliegende Baby                | Be My Baby                      | 16. Mai 2000         | 12. Mai 2001                          | Asaad Kelada     | Michelle Nader, Julie Ann Larson |

## Staffel 4
Die Erstausstrahlung der vierten Staffel fand vom 10. Oktober 2000 bis zum 22. Mai 2001 auf dem US-amerikanischen Fernsehsender ABC statt. Die deutschsprachige Erstausstrahlung sendete der deutsche Sender ProSieben vom 7. Juli 2001 bis zum 29. Dezember 2001.
| Nr. (ges.) | Nr. (St.) | Deutscher Titel                  | Originaltitel                      | Erstausstrahlung USA | Deutschsprachige Erstausstrahlung (D) | Regie            | Drehbuch                       |
| ---------- | --------- | -------------------------------- | ---------------------------------- | -------------------- | ------------------------------------- | ---------------- | ------------------------------ |
| 72         | 1         | Fehler der Vergangenheit         | Mother and Daughter Reunion        | 10. Okt. 2000        | 7. Juli 2001                          | Asaad Kelada     | Chuck Lorre, Bill Prady        |
| 73         | 2         | Larry auf dem Kriegspfad         | Love, Honor & Olé!                 | 24. Okt. 2000        | 14. Juli 2001                         | Robert Berlinger | Chuck Lorre, Jenna Bruce       |
| 74         | 3         | Schluss mit lustig               | Playing the Field                  | 31. Okt. 2000        | 21. Juli 2001                         | Gail Mancuso     | Don Foster, Julie Ann Larson   |
| 75         | 4         | Greg meldet sich an die Front    | Hell No, Greg Can’t Go             | 14. Nov. 2000        | 4. Aug. 2001                          | J.D. Lobue       | Bob Dolan Smith                |
| 76         | 5         | Die Hebammenkrise                | Midwife Crisis                     | 21. Nov. 2000        | 28. Juli 2001                         | Gail Mancuso     | Chuck Lorre                    |
| 77         | 6         | Schlaflos in San Francisco       | Sleepless in San Francisco         | 28. Nov. 2000        | 11. Aug. 2001                         | Robert Berlinger | Susan Beavers, Bob Dolan Smith |
| 78         | 7         | Hände weg von meiner Sekretärin! | Mad Secretaries and Englishmen     | 5. Dez. 2000         | 18. Aug. 2001                         | Robby Benson     | Bill Prady, Eddie Gorodetsky   |
| 79         | 8         | Das Kreuzworträtsel              | Charma Loves Greb                  | 12. Dez. 2000        | 25. Aug. 2001                         | Gail Mancuso     | Bill Prady                     |
| 80         | 9         | Die Boxerin                      | Boxing Dharma                      | 19. Dez. 2000        | 1. Sep. 2001                          | Robert Berlinger | Bill Prady                     |
| 81         | 10        | Wer rettet wen?                  | Dutch Treat                        | 9. Jan. 2001         | 8. Sep. 2001                          | Asaad Kelada     | Rachel Sweet                   |
| 82         | 11        | Das Kästchen                     | The Box                            | 16. Jan. 2001        | 15. Sep. 2001                         | Asaad Kelada     | Susan Beavers                  |
| 83         | 12        | Der Fall mit der Stripperin      | Let’s Get Fiscal                   | 30. Jan. 2001        | 22. Sep. 2001                         | J.D. Lobue       | Sid Youngers, Julie Ann Larson |
| 84         | 13        | Attraktive Nachhilfe – Teil 1    | Educating Dharma (Part I)          | 6. Feb. 2001         | 29. Sep. 2001                         | Chuck Lorre      | Susan Beavers                  |
| 85         | 14        | Attraktive Nachhilfe – Teil 2    | Educating Dharma (Part II)         | 13. Feb. 2001        | 6. Okt. 2001                          | J.D. Lobue       | Susan Beavers                  |
| 86         | 15        | Dharma á la Dallas               | Dharma Does Dallas                 | 20. Feb. 2001        | 13. Okt. 2001                         | Robert Berlinger | Chuck Lorre                    |
| 87         | 16        | Judy und Greg                    | Judy and Greg                      | 13. März 2001        | 20. Okt. 2001                         | Jonathan Schmock | Sid Youngers                   |
| 88         | 17        | Die Poolkönigin                  | Do the Hustle                      | 27. März 2001        | 3. Nov. 2001                          | Gail Mancuso     | Jenna Bruce                    |
| 89         | 18        | Mandanten verzweifelt gesucht    | For Pete’s Sake                    | 3. Apr. 2001         | 17. Nov. 2001                         | Asaad Kelada     | Bill Prady                     |
| 90         | 19        | Geliebte Kitty                   | Kitty Dearest                      | 10. Apr. 2001        | 24. Nov. 2001                         | Joel Murray      | Chuck Lorre                    |
| 91         | 20        | Die Geschichte der K             | The Story of K                     | 24. Apr. 2001        | 1. Dez. 2001                          | Thomas Gibson    | Chuck Lorre                    |
| 92         | 21        | Das „kleine“ Problem             | Pride and Prejudice                | 1. Mai 2001          | 8. Dez. 2001                          | J.D. Lobue       | Tor Alexander Valenza          |
| 93         | 22        | Intrigen im Gemeinschaftsgarten  | How This Happened                  | 8. Mai 2001          | 15. Dez. 2001                         | Jonathan Schmock | Bill Prady, Rachel Sweet       |
| 94         | 23        | Ende der Unschuld – Teil 1       | The End of the Innocence (Part I)  | 15. Mai 2001         | 22. Dez. 2001                         | Ted Lange        | Chuck Lorre, Susan Beavers     |
| 95         | 24        | Ende der Unschuld – Teil 2       | The End of the Innocence (Part II) | 22. Mai 2001         | 29. Dez. 2001                         | Joel Murray      | Chuck Lorre, Bill Prady        |

## Staffel 5
Die Erstausstrahlung der fünften Staffel war vom 25. September 2001 bis zum 30. April 2002 auf dem US-amerikanischen Fernsehsender ABC zu sehen. Die deutschsprachige Erstausstrahlung sendete der deutsche Sender ProSieben vom 30. November 2002 bis zum 10. Mai 2003.
| Nr. (ges.) | Nr. (St.) | Deutscher Titel                       | Originaltitel                            | Erstausstrahlung USA | Deutschsprachige Erstausstrahlung (D) | Regie            | Drehbuch                     |
| ---------- | --------- | ------------------------------------- | ---------------------------------------- | -------------------- | ------------------------------------- | ---------------- | ---------------------------- |
| 96         | 1         | Das Heilungsprogramm                  | Intensive Caring                         | 25. Sep. 2001        | 30. Nov. 2002                         | Robert Berlinger | Bill Prady                   |
| 97         | 2         | Hilfe, Dharma will helfen!            | With a Little Help From My Friend        | 25. Sep. 2001        | 7. Dez. 2002                          | J.D. Lobue       | Bill Prady                   |
| 98         | 3         | Radio Dharma                          | Papa Was Almost a Rolling Stone          | 2. Okt. 2001         | 14. Dez. 2002                         | Joel Murray      | Eddie Gorodetsky             |
| 99         | 4         | Probleme mit Sex und Sessel           | Sexual Healing                           | 9. Okt. 2001         | 21. Dez. 2002                         | Asaad Kelada     | Jamie Gorenberg              |
| 100        | 5         | Übernachtung mit Frühstück            | Without Reservations                     | 16. Okt. 2001        | 28. Dez. 2002                         | Jonathan Schmock | Michelle Nader               |
| 101        | 6         | Finger weg von Larry                  | Try to Remember This Kind of September   | 23. Okt. 2001        | 4. Jan. 2003                          | Robert Berlinger | Bill Prady                   |
| 102        | 7         | Gebrauchtes Karma                     | Used Karma                               | 30. Okt. 2001        | 11. Jan. 2003                         | J.D. Lobue       | David Babcock                |
| 103        | 8         | Das Kunststück                        | Home Is Where the Art Is                 | 13. Nov. 2001        | 18. Jan. 2003                         | Ted Lange        | Don Foster                   |
| 104        | 9         | Hochzeit erster Klasse                | Wish We Weren’t Here                     | 20. Nov. 2001        | 25. Jan. 2003                         | J.D. Lobue       | Maxine Lapiduss              |
| 105        | 10        | Ersatz für die Traumfrau              | Dream a Little Dream of Her              | 27. Nov. 2001        | 1. Feb. 2003                          | Asaad Kelada     | David Babcock, Rachel Sweet  |
| 106        | 11        | Angeln in Las Vegas                   | A Fish Tale                              | 4. Dez. 2001         | 8. Feb. 2003                          | Thomas Gibson    | Ed Yeager                    |
| 107        | 12        | Kompliziertes Universum               | Previously on Dharma and Greg            | 11. Dez. 2001        | 15. Feb. 2003                         | Robert Berlinger | Bill Prady, Maxine Lapiduss  |
| 108        | 13        | Humanistin des Jahres                 | Protecting the Ego–System                | 8. Jan. 2002         | 22. Feb. 2003                         | J.D. Lobue       | Bill Prady, David Babcock    |
| 109        | 14        | Warten auf den Sohn                   | Near-Death of a Salesman                 | 5. März 2002         | 1. März 2003                          | Joel Murray      | Don Foster, Susan Beavers    |
| 110        | 15        | Der blonde Tornado                    | It’s a Bird, It’s a Plane, It’s… My Wife | 12. März 2002        | 8. März 2003                          | Robert Berlinger | Bill Prady, Eddie Gorodetsky |
| 111        | 16        | Ich denke, also bin ich schlecht      | I Think, Therefore I Am in Trouble       | 19. März 2002        | 15. März 2003                         | Chuck Lorre      | Chuck Lorre                  |
| 112        | 17        | Dharma spielt mit                     | She’s with the Band                      | 26. März 2002        | 22. März 2003                         | Jonathan Schmock | Sid Youngers, Ed Yeager      |
| 113        | 18        | Die Eisenhower-Mission                | Mission: Implausible                     | 2. Apr. 2002         | 29. März 2003                         | Asaad Kelada     | Jamie Gorenberg              |
| 114        | 19        | Der Ring war nie gelungen             | This Diamond Ring                        | 2. Apr. 2002         | 5. Apr. 2003                          | J.D. Lobue       | Jamie Gorenberg              |
| 115        | 20        | Die Wahrheit ist nirgendwo da draußen | The Tooth Is Out There                   | 9. Apr. 2002         | 12. Apr. 2003                         | Asaad Kelada     | Jenna Bruce                  |
| 116        | 21        | Dharma bekommt Pflegeeltern           | The Parent Trap                          | 16. Apr. 2002        | 19. Apr. 2003                         | J.D. Lobue       | Maxine Lapiduss              |
| 117        | 22        | Kind zugelaufen                       | Tuesday’s Child                          | 23. Apr. 2002        | 26. Apr. 2003                         | Joel Murray      | David Babcock                |
| 118        | 23        | Experiment Eltern – Teil 1            | The Mamas and the Papas (Part I)         | 30. Apr. 2002        | 3. Mai 2003                           | Asaad Kelada     | David Babcock                |
| 119        | 24        | Experiment Eltern – Teil 2            | The Mamas and the Papas (Part II)        | 30. Apr. 2002        | 10. Mai 2003                          | J.D. Lobue       | Bill Prady                   |